# Black-Swan-Klasse
Die Sloops der Black-Swan- und modifizierten Black-Swan-Klasse wurden bei der Royal Navy und Royal Indian Navy bestellt und eingesetzt. Die ersten vier Schiffe der Royal Navy wurden noch vor dem Beginn des Zweiten Weltkriegs bestellt. Die erste Bestellung der Royal Indian Navy erfolgte unmittelbar nach dem Ausbruch des Krieges. Die Bestellung der übrigen 27 Sloops der Klasse für die Royal Navy erfolgte während des Krieges, Britisch-Indien orderte nach dem ersten Paar 1939 auch noch zwei weitere Paare. Alle Schiffe entstanden auf britischen Werften. Erst ab 1942 kamen die Sloops in größeren Stückzahl zur Flotte.
Mit zwölf Neubauten stellte die Werft William Denny & Brothers in Dumbarton die meisten Schiffe der Klasse her. Daneben entstanden acht Schiffe bei Yarrows, fünf bei Thornycroft und je zwei bei Furness, Cammell Laird, Fairfields, Scotts, Stephens sowie dem Chatham Dockyard. Die Fertigstellung weiterer vergebener Aufträge unterblieb wegen des Kriegsendes.
Wie Korvetten waren Sloops auf Geleitschutzaufgaben spezialisierte Kriegsschiffe, mit Flugabwehr- und U-Jagdfähigkeiten. Ihre Seeausdauer (Reichweite) war größer als die eines Zerstörers, dafür ihre Höchstgeschwindigkeit deutlich niedriger. Immerhin waren die Schiffe aber in der Lage, ein über Wasser ablaufendes deutsches U-Boot vom Typ VII oder Typ IX abzufangen.
Im Zweiten Weltkrieg versenkten die Sloops der Black-Swan-Klasse 29 deutsche U-Boote. Der wohl bekannteste Kommandant einer Sloop war Captain Frederic John Walker. Seine Sloop Starling war an der Versenkung von elf deutschen U-Booten beteiligt und damit wohl der erfolgreichste britische U-Boot-Jäger des Zweiten Weltkriegs. Die Sloops kamen ab 1941 vornehmlich zur Abwehr der deutschen U-Boote im Atlantik, Nordmeer, bei den alliierten Landungen auf Sizilien und in der Normandie zum Einsatz. Zum Kriegsende wurden auch einige Sloops in den Pazifik verlegt, wo sie den Train der britischen Pazifikflotte sicherten.
Nach dem Zweiten Weltkrieg blieben einige Sloops im aktiven Dienst bei der Royal Navy. Die Schiffe wurden auf verschiedenen Auslandsstationen eingesetzt. Aufsehen erregte, als die Chinesische Volksbefreiungsarmee im April 1949 die Amethyst auf dem Weg zur Ablösung eines anderen Stationsschiff zwischen Schanghai nach Nanking angriff und monatelang im Fluss blockierte. Ab 1950 wurden auch einige Schiffe der Klasse im Korea-Krieg eingesetzt (Black Swan, Pheasant, Amethyst, Hart, Opossum und Sparrow). Die letzten Schiffe bei der Royal Navy wurden 1965 ausgesondert.

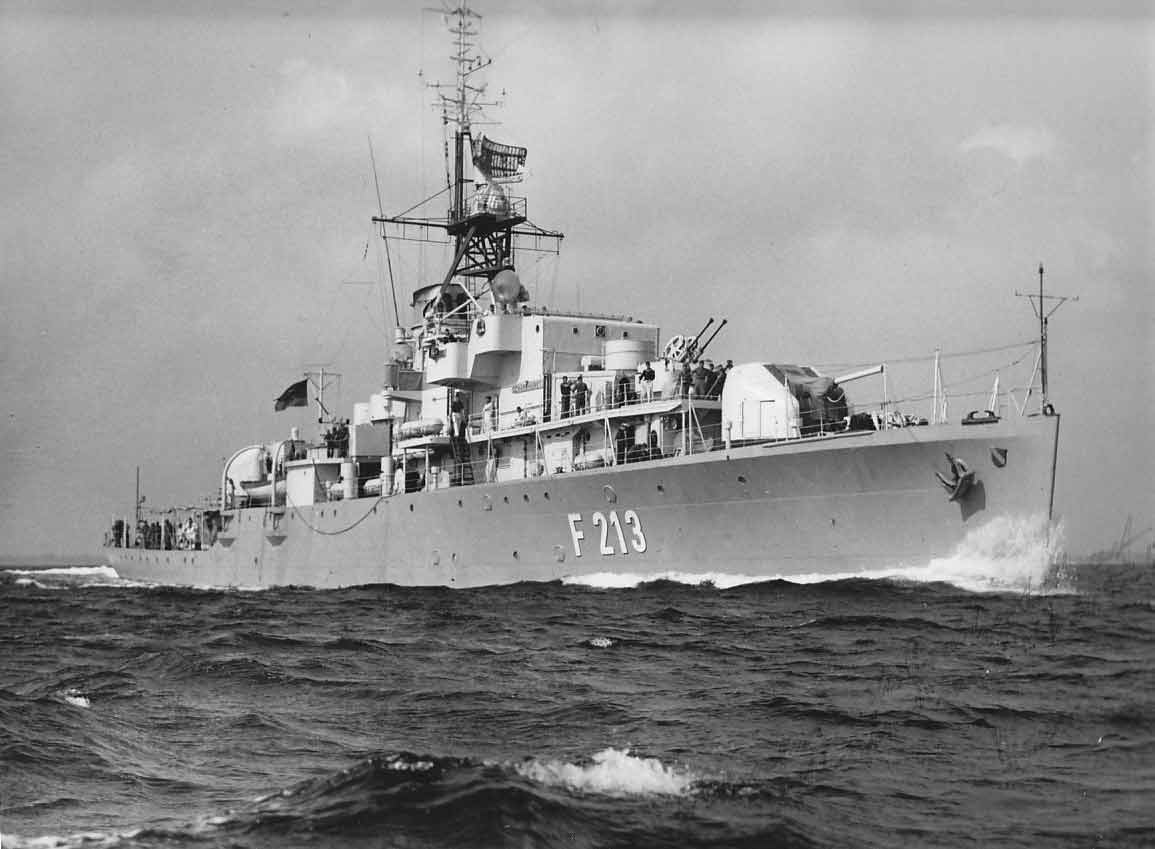
Die Schulfregatte Scharnhorst

Von den sechs indischen Schiffen wurden 1948 die beiden Schiffe der zweiten Gruppe bei der Teilung der britischen Kolonie an Pakistan abgegeben.
Von Pakistan in Jhelum und Sindh umbenannt, wurden die beiden Schiffe 1959 ausgesondert. Die vier indischen Einheiten blieben länger im Einsatz und wurden erst Anfang der 1980er-Jahre abgebrochen.
Großbritannien gab die Whimbrel 1949 an Ägypten ab. Dieses Schiff soll als letztes der Klasse noch vorhanden sein.
Vier weitere Schiffe wurden 1957 von der im Aufbau befindlichen deutschen Bundesmarine als Schulfregatten Scharnhorst, Hipper, Graf Spee und Scheer angekauft. Während die Scharnhorst als Artillerie- und die Scheer als Ortungs-Schulschiff dienten, machten die weniger auffällig umgebauten Graf Spee und Hipper lange und weite Ausbildungsreisen mit Seekadetten.
Trotz des zum Teil erheblichen Umbaus wurden die Schiffe bis 1968 schon wieder ausgesondert.

## Black-Swan-Klasse

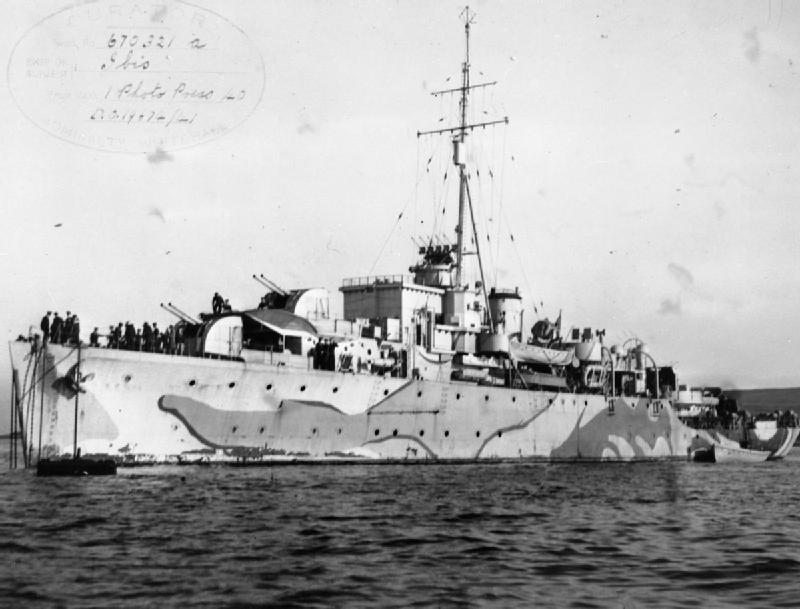
Die Ibis 1941

Die vier ersten Schiffe der Klasse wurden von der Royal Navy im Januar 1938 und Mitte 1939 von der Royal Navy bestellt.
Das erste Paar wurde bei Yarrows in Scotstoun, das zweite bei Furness in Haverton Hill bestellt. Die Sloops hatten eine Verdrängung von 1300 ts (max. 1770 ts), waren 91,3 m lang, bis 11,4 m breit und hatten einen Tiefgang bis 3,56 m. Ihre Parsons-Getriebeturbinen brachten eine Leistung von 4300 PS auf zwei Wellen und ermöglichten eine Höchstgeschwindigkeit von 19,75 kn. Die Schiffe waren etwas länger und stärker aus die vorangegangenen Sloops der Egret- und Bittern-Klasse und damit etwas schneller als diese Vorgänger. Während die Egrets noch über vier 102-mm-Zwillingsgeschütze verfügten, erhielten die neuen Sloops nur drei 4-Zoll-Zwillingsgeschütze, aber eine Vierfach-pompom (bei Black Swan erst nachträglich 1941 bei der ersten Überholung eingebaut).
Dazu verfügten Flamingo und Black Swan anfangs über zwei schwere Fla-MG-Vierlinge, während die beiden 1939 bestellten Erne und Ibis gleich mit zwei wirkungsvolleren 20-mm-Oerlikon-Kanonen ausgerüstet wurden. Abgerundet wurde die Bewaffnung durch 40 Wasserbomben, die mit vier Werfern und zwei Ablaufschienen eingesetzt wurden. Die Black Swan und Erne testeten darüber hinaus auch die Nutzung eines Minenräumgeschirrs und Black Swan konnte anfangs auch 34 Minen mitnehmen und ablegen.

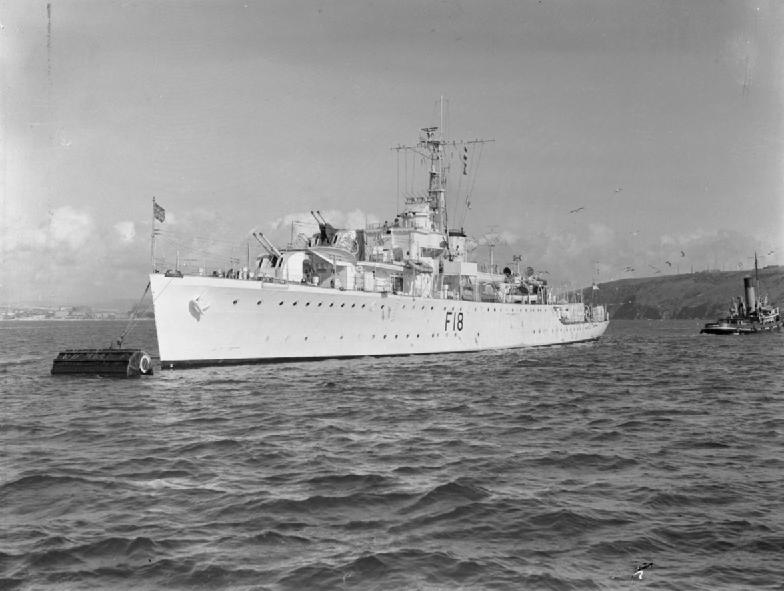
Flamingo als Fregatte 1949

Während des Krieges wurden die Schiffe mehrfach umgerüstet: Bei Kriegsende verfügten die drei verbliebenen Schiffe über drei 4-Zoll-Zwillingsgeschütze, eine Vierfach-„pompom“, bis zu sechs Oerlikon-Maschinenkanonen, einen Hedgehog-Werfer und 110 Wasserbomben. Sie konnten wegen der regelmäßigen Anpassung des Bauzustandes von den Kriegsnachbauten nicht unterschieden werden.
| Name       | Pennant | Werft               | Kiellegung | Stapellauf | in Dienst  | Schicksal |
| ---------- | ------- | ------------------- | ---------- | ---------- | ---------- | --- |
| Flamingo   | L/U/F07 | Yarrows (BauN°1716) | 26.05.1938 | 18.04.1939 | 3.11.1939  | 1949 bis 1955 Einsatz im Persischen Golf, 11.1957 an Bundesmarine, 21.02.1959 Schulfregatte Graf Spee,7.1964 außer Dienst |
| Black Swan | L/U/F57 | Yarrows (BauN°1717) | 20.06.1938 | 17.07.1939 | 27.01.1940 | 1950/51 Korea, September 1956 zum Abbruch verkauft.                                                                       |
| Erne       | U/F03   | Furness, (BauN°318) | 22.09.1939 | 5.08.1940  | 26.04.1941 | Juni 1952 stationäres Drillschiff, 1965 zum Abbruch verkauft.                                                             |
| Ibis       | U99     | Furness, (BauN°317) | 22.09.1939 | 28.11.1940 | 30.08.1941 | versenkt von italienischen Torpedobombern nahe Algier am 10. November 1942.                                               |

## ModifizierteBlack-Swan-Klasse
Das Kriegsbauprogramm vom 13. April 1940 enthielt zehn verbesserte Sloops der Black-Swan-Klasse. Allerdings wurden schon bald sechs Aufträge (je zwei bei White, Thornycroft und Swan Hunter) in Aufträge für Geleitzerstörer der Hunt-Klasse umgewandelt. Die regelmäßige Verbesserung während der Einsätze und die Bauzeit über die gesamte Kriegszeit führte zu einer weitgehenden Angleichung aller Schiffe der Klasse.

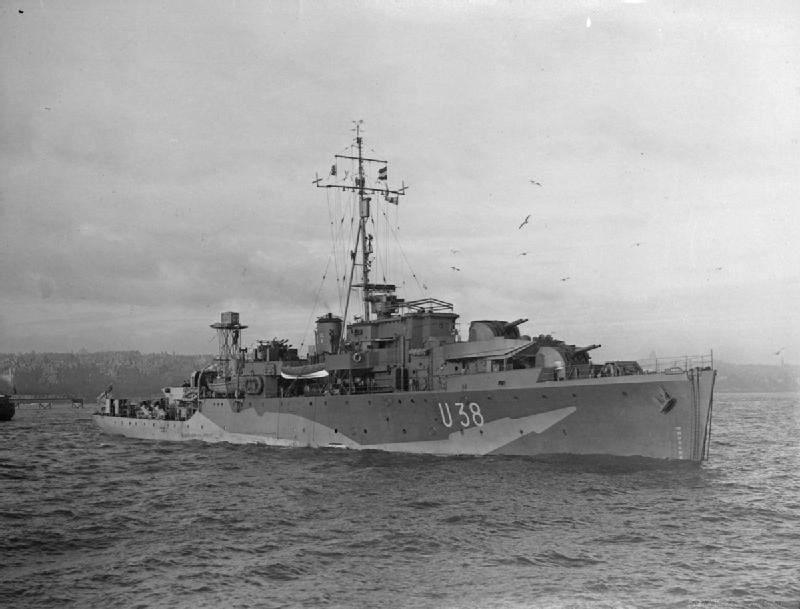
Die Cygnet, die erste fertiggestellte Sloop der Kriegsaufträge

Noch 1940 wurden vierzehn weitere Sloops genehmigt, deren Bestellung 1941 erfolgte. Am 9. Januar wurden die beiden ersten Denny bestellt, dann weitere fünf Paare am 27. März 1941 bei Cammell Laird, Scotts, Thornycroft, Yarrow und John Brown sowie schließlich noch ein weiteres Paar bei Fairfield am 18. Juli 1941. Der Vertrag bei John Brown war schon im März der Staatswerft in Devonport übertragen worden und ging dann am 8. Dezember 1942 an Denny.
Weitere vierzehn Schiffe genehmigte der Marinehaushalt für 1941, von denen am 3. Dezember 1941 das erste Schiff bei Thornycroft und im selben Jahr noch ein Paar bei Stephens bestellt wurde. 1942 wurden acht weitere Aufträge erteilt, von denen sechs fertiggestellt wurden.
Zwei ursprünglich im März an die Staatswerft in Portsmouth vergebene Aufträge (Nonsuch, Nymphe) wurden im Juni 1943 dem Chatham Dockyard übertragen und dann am 15. Oktober 1945 aufgehoben. Die ursprünglich genehmigten weiteren drei Schiffe sollten die Namen Star, Steady und Trial erhalten.

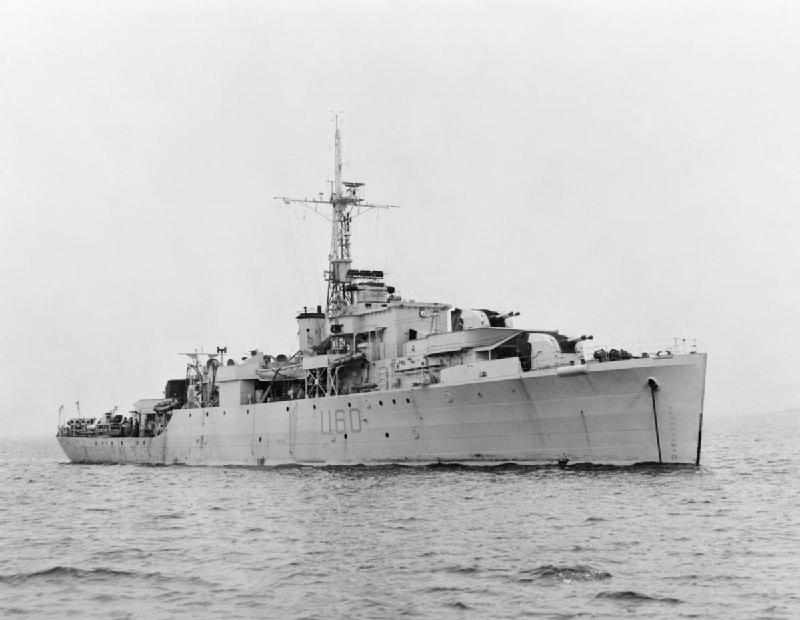
Die Alacrity, das letzte während des Krieges in Europa fertiggestellte Schiff der Klasse

Weitere geplante und zum Teil auch begonnene Neubauten unterblieben. Die fertiggestellten Sloops wurden in unterschiedlichen Bewaffnungszuständen ausgeliefert, da nicht alle ausgewählten Waffen wegen der Vielzahl der auszurüstenden Schiffe immer in ausreichender Zahl zur Verfügung standen. Als Hauptbewaffnung führten die Schiffe wie ihre Vorbilder drei 102-mm-Zwillingsgeschütze in sich nur in Details unterscheidenden Ausführungen. Als zusätzliche Flugabwehrbewaffnung sollten die neuen Sloops zwei 40-mm-Bofors-Zwillingsgeschütze in Lafetten der Bauart Hazemeyer erhalten. Als erstes Schiff erhielt die 1943 bei Yarrow fertiggestellte Whimbrel diese Geschütze, die auch für eine Vielzahl anderer im Bau befindlicher Einheiten der Royal Navy vorgesehen waren. Von den dann von 1943/44 fertiggestellten weiteren 17 Schiffen erhielten nur Woodcock und Redpole diese Geschütze und dann die sieben noch 1945/46 fertig gestellten Sloops der Klasse. Dazu wurden sieben Schiffe der Klasse 1945 wegen des erwarteten Einsatzes gegen Japan und der dort zu erwartenden höheren Bedrohung aus der Luft mit diesen Geschützen nachgerüstet. Mit den ersten beiden Schiffen der Klasse (Cygnet, Woodpecker) und der Kite verfügten drei Schiffe über zwei pom-pom-Vierlinge, von denen die vorangehende Ursprungsklasse eins erhalten hatte. Neben diesen anfangs oft nicht vorhandenen 40-mm-Flakgeschützen erhielten alle während des Krieges fertiggestellten Sloops bis zu zwölf 20-mm-Oerlikon-Kanonen in verschiedenen Zusammensetzungen von Einzel- und Zwillingsgeschützen.
Dazu hatten alle Sloops bis zu 110 Wasserbomben. Das zweite Schiff der Klasse, Woodpecker, hatte einen Hedgehog-Werfer erhalten, mit dem insgesamt vierzehn Schiffe der Klasse während des Zweiten Weltkriegs ausgerüstet wurden. Diese Waffe, die auch auf einer Vielzahl anderer Schiffe installiert wurde, erhielten auch die drei überlebenden Sloops der ursprünglichen Black-Swan-Klasse, die indischen Sloops Sutlej, Cauvery und Kistna, aber auch Stork und Enchantress bzw. Pelican und Egret der zuvor gelieferten ähnlichen Sloops im Zuge von Modernisierungen.
| Name        | Pennant  | Werft                     | Kiellegung | Stapellauf | in Dienst  | Schicksal                                                                                                 |
| ----------- | -------- | ------------------------- | ---------- | ---------- | ---------- | --- |
| Actaeon     | U/F07    | Thornycroft (BauN°4033)   | .05.1944   | 25.07.1945 | .07.1946   | 11.1957 an Bundesmarine, 21.02.1959 Schulfregatte Hipper, 1961 umbewaffnet, 7.1964 außer Dienst           |
| Alacrity    | U/F60    | Denny (BauN°1381)         | 5.04.1943  | 1.09.1944  | 13.04.1945 | 1956 zum Abbruch                                                                                          |
| Amethyst    | U16/F116 | Stephens, (BauN°594)      | 25.03.1942 | 27.05.1943 | 2.11.1943  | 1951/52 Korea, 1957 zum Abbruch                                                                           |
| Chanticleer | U05      | Denny (BauN°1363)         | 13.06.1941 | 24.09.1942 | 29.03.1943 | Totalverlust am 18. November 1943 durch U 515                                                             |
| Crane       | U23/F123 | Denny (BauN°1364)         | 13.06.1941 | 9.11.1942  | 10.05.1943 | 1965 zum Abbruch                                                                                          |
| Cygnet      | U/F38    | Cammell Laird (BauN°1101) | 30.08.1941 | 28.07.1942 | 1.12.1942  | März 1956 ausgesondert.                                                                                   |
| Hart        | U/F58    | Stephens (BauN°595)       | 27.03.1942 | 7.07.1943  | 12.12.1943 | 1951 Korea, November 1957 an Bundesmarine, wurde Ortungs-Schulschiff Scheer                               |
| Hind        | U/F39    | Denny (BauN°1374)         | 31.08.1942 | 30.09.1943 | 11.04.1944 | Dezember 1958 zum Abbruch.                                                                                |
| Kite        | U87      | Cammell Laird (BauN°1102) | 25.09.1941 | 13.10.1942 | 1.03.1943  | versenkt durch U 344 am 21. August 1944                                                                   |
| Lapwing     | U62      | Scotts (BauN°605)         | 17.12.1941 | 16.07.1943 | 21.03.1944 | versenkt durch U 968 am 20. März 1945                                                                     |
| Lark        | U11      | Scotts (BauN°606)         | 5.05.1942  | 28.08.1943 | 10.04.1944 | am 17. Februar 1945 durch U 968 zum Wrack geschossen                                                      |
| Magpie      | U/F82    | Thornycroft (BauN°4016)   | 30.12.1941 | 24.03.1943 | 30.08.1943 | Juli 1959 zum Abbruch.                                                                                    |
| Mermaid     | U/F30    | Denny (BauN°1375)         | 30.12.1941 | 11.11.1943 | .09.1945   | November 1957 an Bundesmarine, umbenannt in Scharnhorst, wurde Artillerieschulschiff mit den neuen Waffen |
| Modeste     | U/F42    | Chatham Dockyard          | .02.1943   | 29.01.1944 | .09.1945   | März 1961 zum Abbruch.                                                                                    |
| Nereide     | U/F64    | Chatham Dockyard          | .02.1943   | 29.01.1944 | .05.1946   | Mai 1958 zum Abbruch                                                                                      |
| Opossum     | U/F96    | Denny (BauN°1382)         | 28.07.1943 | 30.11.1944 | 16.06.1946 | 1952/53 Korea, zuletzt 1959 Südatlantik, April 1960 zum Abbruch                                           |
| Peacock     | U/F96    | Thornycroft (BauN°4017)   | 29.11.1942 | 11.12.1943 | 10.05.1944 | Mai 1958 zum Abbruch                                                                                      |
| Pheasant    | U/F49    | Yarrows (BauN°1780)       | 17.03.1942 | 21.12.1942 | 18.05.1943 | Januar 1963 zum Abbruch                                                                                   |
| Redpole     | U/F69    | Yarrows (BauN°1781)       | 18.05.1942 | 25.02.1943 | 26.06.1943 | 1949 stationäres Trainingsschiff, November 1960 zum Abbruch                                               |
| Snipe       | U/F20    | Denny (BauN°1384)         | 21.09.1944 | 20.12.1945 | 9.09.1946  | August 1960 zum Abbruch                                                                                   |
| Sparrow     | U/F71    | Denny (BauN°1385)         | 30.11.1944 | 18.02.1946 | 12.12.1946 | 1953 Korea, Mai 1958 zum Abbruch                                                                          |
| Starling    | U/F66    | Fairfields (BauN°701)     | 21.10.1941 | 14.10.1942 | 1.04.1943  | 1949 stationäres Schulschiff, Juli 1965 zum Abbruch                                                       |
| Whimbrel    | U/F29    | Yarrows (BauN°1761)       | 31.10.1941 | 25.08.1942 | 12.01.1943 | 1949 an Ägypten als El Malek Farouq, 1956 Tariq, 2003 außer Dienst                                        |
| Wild Goose  | U/F45    | Yarrows (BauN°1762)       | 28.01.1942 | 14.10.1942 | 11.03.1943 | Februar 1956 zum Abbruch                                                                                  |
| Woodcock    | U/F90    | Fairfields (BauN°702)     | 21.10.1941 | 26.11.1942 | 29.05.1943 | November 1955 zum Abbruch                                                                                 |
| Woodpecker  | U08      | Denny (BauN°1359)         | 23.02.1941 | 29.06.1942 | 14.12.1942 | versenkt durch U 256 am 27. Februar 1944                                                                  |
| Wren        | U/F28    | Denny (BauN°1360)         | 27.02.1941 | 11.08.1942 | 24.02.1943 | Februar 1956 zum Abbruch                                                                                  |

## Black-Swan-Sloops der Royal Indian Navy
Neben der Royal Navy erhielt auch die Royal Indian Navy (RIN) neue Sloops. Kurz nach dem Kriegsausbruch in Europa bestellte die RIN bei Denny zwei Schiffe, die nach den Plänen für die Bittern-Klasse gefertigt werden sollten.
Im folgenden Haushalt für 1940 waren Mittel für zwei weitere Sloops enthalten. Das weitere Paar wurde am 28. August 1940 bei Thornycroft bestellt.
Die Planungen der Königlich Indischen Marine umfasste noch ein drittes Paar. Diesmal wurden die beiden Neubauten am 10. November 1941 bei Yarrows in Glasgow-Scotstoun bestellt. Gebaut wurden die beiden Schiffe nach den Plänen der gleichzeitig gebauten modifizierten Black-Swan-Klasse.
Das erste Paar dieser Sloops (Jumna, Sutlej) wurde mit drei 102-mm-Zwillingsgeschützen Mk.XVI, einem 12,7-mm-Vickers-MG-Vierling, vier Wasserbomben-Werfern, zwei Ablaufschienen (Vorräte 80 bis 88 Wasserbomben) ausgeliefert. Die beiden Sloops verblieben bei der Indischen Union, wurden Mitte der 1950er-Jahre zu Vermessungsschiffen umgerüstet und bis zum Ende der 1970er-Jahre genutzt.
Die beiden folgenden Sloops Godavari und Narbada hatten bei ihrer Auslieferung die gleiche Hauptbewaffnung, dazu aber zwei einzelne 40-mm-L/39-2pdr-Flak und die gleiche Wasserbomben-Ausstattung. Wie alle sechs indischen Sloops überstanden auch sie den Weltkrieg und kamen 1948 bei der Teilung der Kronkolonie an das neugeschaffene Pakistan. Die pakistanische Marine setzte die beiden zu Fregatten umklassifizierten und in Jhelum bzw. Sind umbenannten Schiffe bis 1959 ein.
Das dritte Paar entsprach den aktuellen britischen Sloops der verbesserten Black-Swan-Klasse. Kistna und Cauvery blieben als Fregatten umklassifiziert bis zum Ende der 1970er-Jahre bei der indischen Marine in Dienst.
| Name     | Pennant      | Werft                 | Kiellegung | Stapellauf | in Dienst  | Schicksal                                                                                   |
| -------- | ------------ | --------------------- | ---------- | ---------- | ---------- | ------------------------------------------------------------------------------------------- |
| Sutlej   | U/F95        | Denny, Dumbarton      | 4.01.1940  | 1.10.1940  | 23.04.1941 | 1955 Vermessungsschiff, 1978 außer Dienst gestellt, 1982/83 Abbruch.                        |
| Jumna    | U21/F11      | Denny, Dumbarton      | 28.02.1940 | 16.11.1940 | 13.05.1941 | 1957 Vermessungsschiff, 1968 INS Jamuna, 1980 außer Dienst und abgebrochen.                 |
| Narbada  | U40          | Thornycroft, Woolston | 30.08.1941 | 21.11.1942 | 29.04.1943 | 1948 umbenannt in Jhelum bei der pakistanischen Marine, am 15.07.1959 zum Abbruch verkauft. |
| Godavari | U52          | Thornycroft, Woolston | 30.10.1941 | 21.01.1943 | 28.06.1943 | 1948 an Pakistan, umbenannt in Sind, am 2.06.1959 zum Abbruch verkauft.                     |
| Kistna   | U/F46        | Yarrow, Scotstoun     | 14.07.1942 | 22.04.1943 | 26.08.1943 | bei der indischen Marine 1968 in Krishna umbenannt, 1981 ausgesondert und abgebrochen.      |
| Cauvery  | U10/F110/F10 | Yarrow, Scotstoun     | 28.10.1942 | 15.06.1943 | 21.10.1943 | bei der indischen Marine 1968 in Kaveri umbenannt, 1979 ausgesondert.                       |

## Verluste derBlack-Swan-Klasse
- Im Zweiten Weltkrieg:
  - Ibis versenkt von italienischen Torpedobombern bei Algier am 10. November 1942, 102 Mann gerettet[6]
  - Chanticleer am 18. November 1943 im Atlantik durch U 515 torpediert, Heck verloren, zu den Azoren eingeschleppt, 28 Tote, außer Dienst, zeitweilig als Basis-Schiff genutzt[7]
  - Woodpecker durch U 764 am 24. Februar 1944 torpediert, Versuche, die schwer beschädigte Sloop einzuschleppen, scheiterten am 27. Februar 1944 nahe den Scillies, Besatzung durch zwei Korvetten gerettet[8]
  - Kite versenkt durch U 344 am 21. August 1944 südlich der Bäreninsel am Geleitzug JW 57, nur 9 Mann vom Zerstörer Keppel gerettet[9]
  - Lark durch U 968 vor Kola torpediert am 17. Februar 1945, die schwer beschädigte Sloop musste evakuiert werden, konnte aber eingeschleppt werden, aus britischer Sicht nicht reparaturwürdig[10]
  - Lapwing torpediert durch U 968 am 20. März 1945 am Geleitzug JW 65 kurz vor der Kola-Bucht, zerbrochen, 158 Tote[11][12]
- Im Palästinakrieg: (Quelle ?)
  - El Malek Farouq versenkt durch zwei MTM-Sprengboote der israelischen Verteidigungsstreitkräfte am 21. Oktober 1948

## DurchBlack-Swan-Klasse versenkte U-Boote
- U 213 (VII D) versenkt östlich der Azoren durch Erne, Rochester und Sandwich am 31. Juli 1942.
- U 124 (IX B) versenkt westlich von Oran durch die Korvette Sannecrop und Black Swan am 2. April 1943.
- U 449 (VII C) versenkt am 2. April 1943 nordwestlich von Kap Ortegal durch Wren, Woodpecker, Kite und Wild Goose.
- U 202 (VII C) versenkt um 0:30 Uhr am 2. Juni 1943 südöstlich von Cape Farewell, Grönland, durch Starling.
- U 119 (X B) versenkt in der Biskaya durch Starling am 24. Juni 1943.
- U 462 (VII C) versenkt in der Biskaya durch einen Handley-Page-Halifax-Bomber und Wren, Kite, Woodpecker, Wild Goose und Woodcock am 30. Juli 1943.
- U 504 (IX C) versenkt nordwestlich von Kap Ortegal durch Kite, Woodpecker, Wren und Wild Goose am 30. Juli 1943.
- U 226 (VII C) versenkt östlich von Neufundland durch Starling, Woodcock und Kite am 6. November 1943.
- U 842 (IX C/40) versenkt durch Starling und Wild Goose am 6. November 1943.
- U 538 (IX C/40) versenkt südwestlich von Irland durch die Fregatte Foley sowie die Crane am 21. November 1943.
- U 592 (VII C) versenkt südwestlich von Irland durch Starling, Wild Goose und Magpie am 31. Januar 1944.
- U 762 (VII C) versenkt durch Woodpecker und Wild Goose am 8. Februar 1944.
- U 734 (VII C) versenkt südwestlich von Irland durch Wild Goose und Starling am 9. Februar 1944.
- U 238 (VII C) versenkt südwestlich von Irland durch Kite, Magpie und Starling am 9. Februar 1944.
- U 424 (VII C) versenkt südwestlich von Irland durch Wild Goose und Woodpecker am 11. Februar 1944.
- U 264 (VII C) versenkt durch Woodpecker und Starling am 19. Februar 1944.
- U 653 (VII C) versenkt durch eine Fairey Swordfish vom Geleitflugzeugträger Vindex sowie die Sloops Starling und Wild Goose am 15. März 1944.
- U 961 (VII C) versenkt östlich von Island durch Starling am 29. März 1944.
- U 962 (VII C) versenkt nordwestlich von Kap Finisterre durch Crane und Cygnet am 8. April 1944.
- U 473 (VII C) versenkt südwestlich von Irland durch Starling, Wren und Wild Goose am 6. Mai 1944.
- U 333 (VII C) versenkt westlich der Scilly-Inseln durch Starling und die Fregatte Loch Killin am 31. Juli 1944.
- U 608 (VII C) versenkt in der Biskaya durch Wren und einen B-24-Liberator-Bomber am 10. August 1944.
- U 385 (VII C) versenkt in der Biskaya durch Starling und eine Short Sunderland am 11. August 1944.
- U 198 (IX D2) versenkt nahe den Seychellen durch die Fregatte Findhorn und die indische Sloop Godavari am 12. August 1944.
- U 354 (VII C) versenkt in der Barentssee durch Mermaid, Peacock, die Fregatte Loch Dunvegan und den Zerstörer Keppel am 24. August 1944.
- U 394 (VII C) versenkt in der Norwegischen See durch eine Fairey Swordfish vom Geleitflugzeugträger Vindex, die Zerstörer Keppel und Whitehall sowie die Sloops Mermaid und Peacock am 2. September 1944.
- U 425 (VII C) versenkt in der Barentssee durch Lark und die Korvette Alnwick Castle am 17. Februar 1945.
- U 1276 (VII C) versenkt südlich von Waterford durch Amethyst am 20. Februar 1945.
- U 327 (VII C) versenkt im Ärmelkanal durch die Fregatten Labuan und Loch Fada sowie die Wild Goose am 27. Februar 1945.